# Nawcz (przystanek kolejowy)
Nawcz – nieczynny przystanek kolejowy w Nawczu.

## Położenie
Przystanek znajduje się w zachodniej części Nawcza na północ od Kętrzyna.

## Historia
Kolej dotarła do Nawcza w 1905 roku, kiedy linię kolejową łączącą Pruszcz Gdański z Kartuzami przedłużono do Lęborka. W latach 1920–1939 Stacja w Kętrzynie była stacją końcową po stronie niemieckiej. (Odcinek Nawcz – Kętrzyno był rozebrany).
W Sieciowym Rozkładzie Jazdy Pociągów 96/97 przez Kętrzyn przejeżdżało 6 par pociągów, jednakże już odcinek Pruszcz – Kartuzy był obsługiwany przez Komunikacje Autobusową. Ruch został ostatecznie wstrzymany w czerwcu 2000 wraz z końcem obowiązywania rozkładu jazdy 1999/00, w którym przewidziane zostały tylko 2 pary. W następnym rozkładzie doszło do sytuacji, w której tabela została wykreślona od razu a jej numer przejęła dawniejsza tabela 446 Somonino – Kartuzy.

## Linia kolejowa
Przez Nawcz przechodzi linia kolejowa nr 229, linia jest nieprzejezdna. Linia jest niezelektryfikowana, normalnotorowa, jednotorowa.

## Pociągi
Pociągi osobowe obecnie nie kursują. W ostatnim rozkładzie jazdy z 1999 roku jeździły 2 pary pociągów. W ostatnim rozkładzie jazdy jeździły tędy pociągi relacji Kartuzy-Lębork. Ruch pociągów towarowych został wstrzymany w 2005 roku.

## Infrastruktura
W Nawczu znajdowała się, obecnie wyburzona, murowana wiata przystankowa. Peron jest niski, niekryty. Nawierzchnia peronu była pokryta płytami chodnikowymi, lecz jest dość mocno zarośnięta trawą.